# Greta van Puyenbroeck
Greta Van Puyenbroeck (Antwerpen, 1943) is een beeldend kunstenaar uit het Brabantse Bosschenhoofd. Haar ouders Paula Verberckmoes en Vital Van Puyenbroeck waren ook allebei kunstenaar. Tussen 1960 en 1962 volgde ze lessen schilderen en beeldhouwen aan de Koninklijke Academie voor Schone Kunsten in Antwerpen.
Haar eerste inspiratiebronnen waren haar kinderen en huisdieren, later eigenlijk alleen nog maar dieren. Ze was vaak te zien in de Zoo van Antwerpen en in Planckendael, waar ze haar model boetseerde uit plasticine, dat ze in haar atelier verder uitwerkte. De meeste dieren zijn afgebeeld. Greta probeert haar verbondenheid met de dieren te tonen. Ze maakte ook een serie met paarden en vogels. Veel van haar sculpturen zijn gegoten in brons.
Haar werken werden tentoongesteld van Europa tot New York, Californië en Canada. Een van haar bekende werken is de zittende hond op het dak van de Boekentoren in Gent, een idee van Michiel Hendryckx.